# 狛江市立狛江第一中学校
狛江市立狛江第一中学校（こまえしりつこまえだいいちちゅうがっこう）は、東京都狛江市和泉本町二丁目に位置する公立中学校である。狛江一中もしくは一中と略される。

## 概要
狛江市内に4校ある中学校のうちのひとつ。市のほぼ中心に位置する。和泉本町、岩戸北全域と東和泉一丁目、東野川一丁目が学区となっているが、学区外からの生徒もいる。
クラスは特別支援学級の1組、3組から6組の5クラスが基本だが、人数により変動する。

## 教育

### 校訓
至誠楽園
- 開校時から掲げられている目標。「至誠」の意味は、「その誠をきわめる」ことであり、「楽園」は、まさに「楽しい学校」の意味。そんな「誠」の精神をひとりひとりが理解し、その精神が満ちあふれるとき、学校は「楽園」となることを表している[1]。

### 教育目標
志は高く世界を見つめて生きる、自立した社会人の育成をめざして、次の目標を設定する。
一、向 上 … 学びあい

一、敬 愛 … 思いやり

一、共 生 … 責 任

### 三つの「本」
「本物」：生徒に自らの将来の生き方を考えさせ、夢を持たせるために、「本物」を見せ、聞かせ、感じさせ、体験させる

「本気」：生徒の自尊感情を高めていくためには教職員の「本気」が必要不可欠

「基本」：学力の基礎・基本、基本的生活習慣など、「基本」となる力を確実に定着させる

## 沿革
戦後の学制改革によって設置された狛江市で最も古い中学校となっている。しばらく市内唯一の中学校だったが1950年代から生徒数が急増し、もう一つ中学校が必要という議論が起き、1967年に狛江第二中学校が設置された。
- 1947年（昭和22年）4月1日 - 狛江村立狛江中学校として設立
- 1952年（昭和27年）11月10日 - 狛江村の町制施行により、狛江町立狛江中学校と改称
- 1967年（昭和42年）4月1日 - 狛江第二中学校新設により、狛江町立狛江第一中学校と校名変更
- 1970年（昭和45年）10月1日 - 狛江町の市制施行により、狛江市立狛江第一中学校と校名変更[3]

## 部活動

### 主な成績
女子バレーボール部は長年都大会に出場している。また、他の運動部も活発に活動しており、多くの成績を残している。
吹奏楽部は学校内で最大の部員数を誇り、東京都吹奏楽コンクールに毎年出場している。

## 著名な出身者
- 近藤春菜 - お笑いタレント[5]
- Snail's House - ミュージシャン
- 野田朱美 - 元女子サッカー選手、サッカー日本女子代表[6][出典無効]
- 森田淳悟 -元バレーボール選手

## アクセス

### 狛江駅から小田急バス利用
- 狛江駅北口
  - 2番→「成城学園前駅西口行き」→第一中学校下車 徒歩2分
  - 3番→「狛江営業所行き：一中経由」→第一中学校下車 徒歩2分

### 京王線からの京王バス利用
- 調布駅
  - 南口 4番乗り場発→「成城学園前駅行き・つつじヶ丘駅南口行き」→和泉狛江清防署前下車（徒歩3分）
- つつじヶ丘駅
  - 南口発→「調布駅南口行き」→和泉狛江消防署前下車（徒歩3分）
- 仙川駅
  - 仙川入り口発→「調布駅南口行き・狛江営業所行き」→和泉狛江消防署前下車（徒歩3分）